# بيرثي نيومان
بيرثي نيومان (بالدنماركية: Birthe Neumann)‏ هي ممثلة دنماركية، ولدت في 30 أبريل 1947 في فانلوسي في الدنمارك. من الجوائز التي نالتها Bodil Award for Best Actress in a Leading Role ‏ سنة 2004.

## أعمال

### أفلام
- (2002) قلوب مفتوحة[5]
- (2010) في عالم أفضل[6][7]

## جوائز
- Bodil Award for Best Actress in a Leading Role [الإنجليزية]‏ (2004)

## وصلات خارجية
- بيرثي نيومان على موقع IMDb (الإنجليزية)
- بيرثي نيومان على موقع ألو سيني (الفرنسية)
- بيرثي نيومان على موقع أول موفي (الإنجليزية)
- بيرثي نيومان على موقع قاعدة بيانات الأفلام السويدية (السويدية)
- بيرثي نيومان على موقع ديسكوغز (الإنجليزية)
- بيرثي نيومان على موقع قاعدة بيانات الفيلم (الإنجليزية)
- بيرثي نيومان على موقع كينوبويسك (الروسية)